# مسجد شاندغون
مسجد شاندغون يعد المسجد أحد التفاسير المعاصرة للمساجد الكلاسيكية، يقع المسجد في إحدى ضواحي مدينة شيتاغونغ في بنغلاديش .

## العمارة
أراد المهندس المعماري إنشاء مسجد يأخذ مكانة روحانية وفضاء كبير للمسلمين، من خلال بلورة مسجد نموذجي، صمم المهندس المعماري المسجد بشكل مستطيل، ويعد مسجد بسيط، ويتكون المجمع من عنصرين مستطيلين : الجزء الأول يحتوي على محكمة أمامية والذي يفتح على البيئة المحيطة من خلال فتحات طويلة، الجزء الثاني هو المحراب محراب الصلاة والقاعة الأساسية للمسجد، حيث تحتوي على فتحات دائرية مميزة في السقف تضيء المحراب، وهناك العديد من الفتحات تزود المبنى بضوء النهار والتهوية الطبيعية، من ناحية أخرى يحتوي المسجد على منارة تضيء في الليل.

## عن المسجد
- مصمم المسجد : كاشف محبوب تشودري .
- المكان : شيتاغونغ بنغلاديش .
- المالك : فيصل محمد خان .
- مساحة المسجد : 1048 متر مربع .
- انتهاء المشروع : 2007 .

## وصلات خارجية
- موقع المسجد
- صور المسجد